# Шомборучей
Шомборучей — река в Онежском районе Архангельской области России. Правый приток реки Онега.
Вытекает из Шомбозера.
Течёт с северо-востока на юго-запад. Впадает в рукав Онеги Большая Онега северо-западнее деревни Мондино. Длина реки — 25 км. В районе посёлка Глазаниха реку пересекает мост линии Северной железной дороги «Обозерская — Малошуйка».
Имеет левый приток — Кантеручей.